# Ambrozijn
Ambrozijn est un groupe belge de musique folk et musique traditionnelle, originaire de Gand, dans la région flamande, actif entre 1996 et 2007. Le groupe se produit dans de nombreux festivals folk en Europe. Plusieurs disques du groupe sont produits par Gabriel Yacoub.

## Histoire
Le groupe est formé en 1996 au café Den Hemel à Gand par Tom Theuns (guitare), Wouter Vandenabeele (violon), Wim Claeys (accordéon), Soetkin Collier et Jo Van Bouwel (tous deux au chant). Ils commencent par adapter des « mélodies folk traditionnelles », mais écrivent également leurs propres chansons. Le 16 janvier 1997, ils se produisent pour la première fois au folk club 't Eynde à Belsele avec des arrangements de mélodies folkloriques traditionnelles.
En 1997, Ludo Vandeau remplace les voix originales jusqu'à ce qu'il quitte le groupe en 2004, Ambrozijn se transformé en trio avec Tom Theuns au chant et des chanteurs invités tels que Sylvie Berger, Eva De Roovere, Vera Coomans et Gabriel Yacoub. En 2003, Ambrozijn remporte le prix du public Klara pour l'album Kabonka.
En 2007, le groupe décide d'arrêter le projet. Il réalise un dernier album en public, 10, avec l'appui de 22 musiciens. Ambrozijn donne son dernier concert à Gand, le 21 décembre 2007.

## Membres
- Tom Theuns – chant, guitare, banjo, mandoline
- Wim Claeys – accordéon diatonique
- Wouter Vandenabeele – violon, mandoline
- Ludo Vandeau – chant (sur les albums Ambrozijn, Naradie et Kabonka)

## Discographie
- 1998 : Ambrozijn
- 2000 : Naradie
- 2002 : Kabonka
- 2003 : De Hertog van Brunswyck (Ambrozijn et Paul Rans)
- 2004 : Botsjeribo
- 2006 : Krakalin
- 2007 : 10